# The Princess Casamassima
The Princess Casamassima (em português, A princesa Casamassima) é um romance de Henry James, publicado primeiramente como série em The Atlantic Monthly nos anos de 1885 e 1886, e como livro neste último. É a história de Hyacinth Robinson, um encadernador jovem e inteligente, mas confuso, que se envolve na política radical e numa trama de assassinato terrorista. O livro é inusitado no cânone de James por tratar de um assunto político tão violento, e por ter uma personagem central que reaparece de outra obra: Cristina Light, a personagem título, retomada do romance Roderick Hudson. Mas é geralmente emparelhado com outro romance publicado pelo autor no mesmo ano, The Bostonians, que também trata de assuntos políticos, ainda que de forma muito menos trágica.

## Enredo
Amanda Pynsent, uma costureira pobre, adotou Hyacinth Robinson, o filho ilegítimo de sua velha amiga Florentine Vivier, uma francesa de má reputação, e de um lord inglês. Florentine apulanhou o seu amante até à morte, há vários anos, e Pinnie (alcunha de Miss Pynsent) toma Hyacinth para vê-la quando ela está moribunda na prisão de Milbank. Hyancith eventualmente descobre que a moribunda é sua mãe, e que ela havia assassinado o seu pai.
Muitos anos depois, Hyacinth, agora um jovem e habilidoso encadernador, encontra o revolucionário Paul Miniment, e se envolve na política radical. Hyacinth tem uma namorada rude, mas vivaz, Millicent Henning, e uma noite, eles vão ao teatro. Lá, Hyacinth encontra a radiante Princesa Casamassima (Christina Light, de um romance anterior de James, Roderick Hudson).
A princesa tornou-se ela mesma uma revolucionária, e agora vive afastada de seu marido tolo. Neste entretempo, Hyancith se comprometeu a realizar um assassinato terrorista, ainda que o tempo e lugar exato não lhe tenham sido especificados. Hyacinth visita a princesa em sua casa de campo e conta-lhe de seus pais. Quando volta a Londres, Hyacinth encontra Pinnie à beira da morte. Ele a conforta nos últimos momentos, e depois viaja para a França e para a Itália com sua pequena herança.
Esta viagem completa a conversão de Hyacinth para um amor à realidade mundana, mas bela, distante da revolução violenta. Ainda, ele não tenta escapar a seu voto de realizar o assassinato. Mas quando a ordem vem, ele aponta a arma para si mesmo ao invés de para sua vítima.